# 巴尔索拉诺
巴尔索拉诺（義大利語：Balsorano），是意大利阿奎拉省的一个市镇。总面积57.98平方公里，人口3702人，人口密度63.8人/平方公里（2009年）。ISTAT代码为066007。